# Chapter 13: The Jedi
"Chapter 13: The Jedi" es el quinto episodio de la segunda temporada de la serie de televisión estadounidense en streaming The Mandalorian. Está protagonizada por Pedro Pascal como el Mandaloriano, un cazarrecompensas que intenta devolver a un expósito conocido como "El Niño" a su pueblo, los Jedi. El episodio es parte de la franquicia Star Wars, ambientado cinco años después de los eventos de Return of the Jedi (1983), y fue escrito y dirigido por el productor ejecutivo Dave Filoni.
El episodio es coprotagonizado por Rosario Dawson como Ahsoka Tano, un personaje que Filoni cocreó junto a George Lucas para la serie animada Star Wars: The Clone Wars y que con el tiempo, ha logrado ser una favorita de los fanes. Es el debut en acción en vivo del personaje, que Filoni planeó como una forma de revelar el nombre real del Niño, Grogu. Dawson fue elegida después de que los fanáticos la sugirieran para el papel años antes de que se planeara esta aparición en live-action. Filoni puso mucho cuidado en el diseño del personaje, y el compositor Ludwig Göransson reutilizó el tema de Kevin Kiner para el personaje en The Clone Wars. El episodio se filmó utilizando la tecnología de pared de video (StageCraft) de la serie para que Filoni pudiera controlar la iluminación, y citó las películas de Akira Kurosawa como una influencia.
"Chapter 13: The Jedi" se lanzó en el servicio de transmisión Disney + el 27 de noviembre de 2020, con una alta audiencia estimada y críticas positivas. Los críticos destacaron la escritura y la dirección de Filoni, la presentación en vivo de Ahsoka y la interpretación del personaje por parte de Dawson. El episodio ha sido nominado y ganó varios premios, incluida la recepción de ocho nominaciones al premio Primetime Emmy. En diciembre de 2020 se anunció una serie derivada titulada Ahsoka, escrita por Filoni y con Dawson retomando su papel.

## Trama
En el planeta boscoso de Corvus y tras derrotar a varios hombres, Ahsoka Tano interpela a la magistrada imperial Morgan Elsbeth, quien gobierna la ciudad de Calodan con mano dura, y su lugarteniente Lang. Ahsoka le da a Elsbeth un día para rendirse y divulgar la ubicación de su amo.
Después de un largo viaje, El Mandaloriano y "El Niño" llegan a Calodan en busca de Ahsoka, como lo indica Bo-Katan Kryze. Tras llegar, Mando es llevado directamente a Elsbeth, quien le ofrece una lanza beskar a cambio de matar a Ahsoka.
Tras una confusión inicial, Mando encuentra a Ahsoka y ella se comunica con el Niño usando La Fuerza. Ella le revela de que su nombre es Grogu y fue criado en el Templo Jedi en Coruscant. Después de la caída de la Orden Jedi, Grogu fue rescatado y ha estado suprimiendo sus poderes para sobrevivir.
Después de ver que Grogu logra un ejercicio con la ayuda de Mando, Ahsoka se niega a entrenarlo, desconfiado del camino que podría tomar debido a su apego al Mandaloriano y al miedo y la ira dentro de él, apelando a que ya vio a alguien sucumbir a esos sentimientos. El Mandaloriano le pregunta si ayudará a entrenar a Grogu a cambio de que él ayude a Ahsoka a confrontar a Elsbeth.
Ahsoka y Mando asaltan la ciudad, matan a todos los guardias y liberan a los ciudadanos. Mando se bate a duelo con Lang y lo mata, mientras que Ahsoka se enfrenta con Elsbeth. Ahsoka derrota a Elsbeth y exige que divulgue la ubicación de su maestro, el Gran Almirante Thrawn.
Ahsoka le da la lanza beskar al Mandaloriano, pero le dice que no podrá entrenar a Grogu; como nueva opción, lo dirige a las ruinas de un templo Jedi en Tython, donde Grogu puede contactar a otro Jedi a través de la Fuerza. Ambos se despiden y Mando prosigue su viaje

## Producción

### Desarrollo
Durante el desarrollo de la primera temporada de The Mandalorian, el creador Jon Favreau le dijo al productor ejecutivo Dave Filoni que "The Child", un personaje que es de la misma especie que el personaje de Star Wars, Yoda, se llamaba Grogu. Filoni comenzó a pensar en formas en que esto podría revelarse y se dio cuenta de que el personaje Ahsoka Tano, que conocía a Yoda, podría conectarse con Grogu y estuvo presente durante los eventos de la serie. Filoni cocreó a Ahsoka para la serie animada Star Wars: The Clone Wars, en la que Ashley Eckstein le dio voz. Eckstein repitió el papel en la serie Star Wars Rebels y tuvo un cameo de voz en la película de acción real Star Wars: The Rise of Skywalker (2019).
Se informó que Ahsoka aparecería en la segunda temporada de The Mandalorian en marzo de 2020.  Filoni dijo que había evitado presentar a Ahsoka en la primera temporada porque no quería "estropearlo", pero sintió que tenía sentido en la segunda temporada revelar el nombre de Grogu.  Filoni anunció en mayo que había escrito y dirigido un episodio de la segunda temporada, que se confirmó como el quinto episodio en septiembre.  En noviembre, antes del lanzamiento del episodio, se reveló que el título sería "Capítulo 13: El Jedi". Para Filoni era importante que los fanáticos que crecieron viendo la Ahsoka animada sintieran que la versión de acción en vivo era el mismo personaje y era fiel a sus apariciones anteriores. 

### Escritura
Filoni describió a Ahsoka como una samurái errante en el episodio, una progresión de su interpretación en Rebels, donde es una caballera más tradicional. Esto acerca al personaje a la "etapa de Gandalf" en la que Filoni imaginó que finalmente se convertiría. Dijo que estaba más cansada del mundo en el episodio que en sus apariciones anteriores. Para la escena de la fogata donde Ahsoka le cuenta al Mandaloriano sobre Grogu y su historia de fondo, Filoni se inspiró en la escena de Star Wars: A New Hope (1977) donde Obi-Wan Kenobi le cuenta a Luke Skywalker sobre su padre. Ahsoka tiene una misión más grande en la que se encuentra cuando el Mandaloriano la encuentra, que involucra su búsqueda del Gran Almirante Thrawn como se vio por primera vez en el epílogo del final de la serie Rebels. Filoni dijo que los eventos de este episodio podrían tener lugar antes de ese epílogo. Reconoció que el episodio se titula "The Jedi", pero Ahsoka dejó la Orden Jedi en The Clone Wars y dijo "No soy un Jedi" en Rebels. Explicó que para la mayoría de los observadores, como el Mandaloriano, ella todavía parece ser una Jedi. Filoni también sintió que "al ser tan desinteresada y rechazar muchos caminos que le habrían dado poder, se parece más a una Jedi que incluso a algunos personajes que dicen ser Jedi".

### Casting
Cuando se informó que Ahsoka aparecería en la temporada en marzo de 2020, también se informó que sería interpretada por Rosario Dawson,  aunque esto no se confirmó oficialmente hasta el lanzamiento del episodio. Dawson había expresado previamente su interés en asumir el papel en imagen real después de que un fan sugiriera su elección en febrero de 2017,  algo de lo que Filoni había tomado nota en ese momento porque sintió que la actriz sería buena para el papel. El arte conceptual de Dawson como Ahsoka se creó para la serie antes de que Filoni y Favreau la contactaran antes del lanzamiento de la primera temporada de la serie. Después de que Dawson fue elegida oficialmente para el papel, vio las apariciones animadas del personaje en orden y quedó fascinada al enterarse de "este otro mundo que existía en la serie animada, y esta joven era el corazón de ese espacio". Destacó la importancia de la relación del personaje con Anakin Skywalker y señaló que había estudiado actuación con Hayden Christensen, quien interpretó a Skywalker en las películas precuela de Star Wars. Filoni dijo que después de conocer a Dawson, supo que ella era adecuada para el papel, y que el casting de fanes o su conexión con Christensen finalmente no influyeron en su decisión. Dawson estudió la interpretación de la voz de Eckstein para el personaje "como loca e hizo todo lo posible para honrar eso". 
También en marzo de 2020, Michael Biehn se unió al elenco de la temporada, supuestamente como cazarrecompensas. Coprotagoniza el episodio como el ejecutor Lang, mientras que Diana Lee Inosanto coprotagoniza como la magistrada Morgan Elsbeth. Filoni quería que la Magistrada fuera un desafío para Ahsoka y "alguien que pudiera enfrentarse cara a cara con ella al instante", y sintió que Inosanto cumplió con eso con su experiencia en artes marciales. Lang se agregó al episodio como un pistolero experimentado para que el Mandaloriano pelee, y Biehn fue elegido debido a su experiencia y comprensión de las películas occidentales. Filoni explicó que Biehn tenía una filosofía sobre cómo su personaje lucharía contra el Mandaloriano que estaba entretejida en las escenas de Lang, hasta la cantidad de veces que el personaje dispararía. Filoni afirmó que tanto con Biehn como con Inosanto, tenía «dos personas que conocían a sus personajes; aportaron mucho a los papeles a través de sus habilidades y experiencias personales. Como los villanos de la historia, sentí que teníamos un buen enfrentamiento de [el Mandaloriano] y Ahsoka contra la Magistrada y su pistolero». 
El elenco de invitados del episodio incluye a Wing T. Chao como el gobernador Wing, James Croak como un prisionero de la magistrada, Dylan Alvarado y Mai Brunelle como los niños del pueblo y Clark Schierle como otro aldeano.  Grogu fue interpretado por varios titiriteros, algunos de los cuales Dawson había trabajado anteriormente en la película Men in Black II (2002). 

### Diseño
Filoni dijo que era raro que alguien que trabajaba en animación pudiera traducir esos diseños en acción en vivo, y todos los elementos del diseño de Ahsoka para el episodio se consideraron en un grado "increíble". Esto incluye los cuernos y las colas de la cabeza del personaje,  que son mucho más cortos en el episodio que en Rebels. El diseñador conceptual Brian Matyas hizo "un montón de exploración de diseño para ella y su tamaño apropiado para el actor", y dijo que la principal preocupación con su tamaño era acomodar las acrobacias y el movimiento de Dawson. La prótesis que Dawson usó para las colas de la cabeza usaba una diadema que se sujetaba en la parte posterior de la cabeza para mantenerla en su lugar mientras luchaba y hacía acrobacias. 
Filoni quería que la piel anaranjada del personaje fuera cálida y natural, pero no tan intensamente saturada como en la serie animada, ya que sintió que no funcionaría tan bien para la acción en vivo. Quería que las marcas blancas en su rostro fueran sutiles y no parecieran pintura facial. Se realizaron muchas pruebas para asegurarse de que los colores se vieran correctos en el volumen en el que se filma la serie, y Filoni afirmó que el naranja tiende a parecerse más al magenta cuando se filma en ese entorno. No quería que el maquillaje y las prótesis interfirieran con la actuación de Dawson y le dijo a Dawson que no se preocupara por el hecho de que los ojos de Ahsoka son azules en la serie animada y los de Dawson no. A pesar de esto, Dawson quería usar lentes de contacto para ser fiel al personaje y dijo que eran lo que marcaba la diferencia entre sentirse como si estuviera disfrazada y realmente interpretar al personaje. 
El maestro de utilería Josh Roth explicó que Filoni y el equipo querían hacer que las empuñaduras de los sables de luz de Ahsoka fueran elegantes y delgadas, comparándolas con el shoto y la katana, pero tenían problemas técnicos al hacer esto porque pusieron tecnología de iluminación y baterías dentro de las empuñaduras de los sables de luz para que brillaran. ambientar y crear iluminación interactiva sobre el entorno y los actores. Las empuñaduras tuvieron que hacerse más grandes para adaptarse a esta tecnología, pero Filoni insistió en que fueran más delgadas. La solución fue utilizar baterías externas para alimentar la tecnología de iluminación. 
El planeta Corvus se representa como un bosque muerto y quemado, para lo cual Filoni se inspiró en las secuelas de los incendios forestales en el norte de California. Pensó que eso crearía una sensación inquietante y aprensiva, y pudo usar el escenario para ayudar a contar la historia, como que apareciera "un poco de verde y vida" alrededor de Ahsoka en ciertas escenas.  La Magistrada está protegida por dos droides asesinos HK-87 en el episodio. Estos se basan en el droide HK-47 del videojuego Star Wars: Knights of the Old Republic (2003), pero su apariencia es más cercana a los diseños de droides del artista conceptual original de Star Wars Ralph McQuarrie. Presentan la insignia de la Séptima Flota de Thrawn de Rebels.

### Rodaje
La filmación de la serie se lleva a cabo en un volumen en Los Ángeles, utilizando la tecnología StageCraft de Industrial Light & Magic para proyectar fondos en una pared de video que rodea el set. La mayor parte del episodio transcurre al aire libre, pero filmar en el interior con el volumen permitió a Filoni controlar la iluminación. Para él era importante que el set tuviera la "atmósfera" de una ubicación real, y el equipo buscó lograrlo agregando partículas, viento y humo. Filoni sintió que el entorno era una parte importante para contar la historia del episodio y se refirió a las películas de Akira Kurosawa como una influencia para el episodio. El director de fotografía Baz Idoine describió el episodio como un «viaje mágico a la cultura samurái al estilo Kurosawa». 
Filoni descubrió que el conocimiento de Inosanto sobre la coreografía de lucha le resultaba útil como director en el plató.  Cuando habló con Dawson sobre sus escenas de lucha, hizo referencia a la trilogía de películas Samuráis de Hiroshi Inagaki, así como a otras películas protagonizadas por Toshiro Mifune. El coordinador de especialistas Ryan Watson dijo que los movimientos de lucha de Dawson estaban destinados a ser "fluidos" y menos limpios que los movimientos de un samurái.  Como lo hizo en la primera temporada, el creador de Star Wars y cocreador de Ahsoka Tano, George Lucas, visitó el set mientras Filoni dirigía el episodio, y conoció a Dawson con su maquillaje y vestuario como Ahsoka. Dawson describió el momento cuando Lucas y Filoni "vieron cómo su imaginación cobraba vida". 

### Música
El compositor Ludwig Göransson usó el tema de Kevin Kiner para Ahsoka de Star Wars: The Clone Wars en el episodio. También hizo referencia al tema de John Williams para Yoda cuando Ahsoka menciona ese personaje. Este fue un gran momento para la serie, que anteriormente evitaba hacer referencia a los temas existentes de Williams. Göransson dijo que hubo muchas discusiones con los productores de la serie sobre cómo "coquetear un poco con los temas de Star Wars" en la segunda temporada, lo que llevó a estas inclusiones. Filoni sintió que la forma en que Göransson usó el tema de Yoda en ese momento fue magistral y dijo que agregó "un pequeño momento de gracia" a la escena.  Las selecciones de la música de Göransson para este episodio se incluyeron en el segundo álbum de la banda sonora de la temporada, lanzado por Walt Disney Records el 18 de diciembre de 2020, que cubre música desde el "Capítulo 13" hasta el "Capítulo 16".

## Recepción

### Audiencia
Según Nielsen Media Research, que realiza un seguimiento de la cantidad de minutos de contenido del servicio de transmisión visto por el público de los Estados Unidos en los televisores, se vieron 1210 millones de minutos de The Mandalorian en la semana del lanzamiento del episodio, ocupando el cuarto lugar entre la lista de los 10 principales programas de transmisión de la compañía para esa semana.

### Respuesta crítica
El sitio web del agregador de reseñas Rotten Tomatoes informó un índice de aprobación del 96% con una puntuación promedio de 9.1/10 según 49 reseñas. El consenso crítico del sitio dice: "'The Jedi' da vida a Ahsoka con éxito en una entrega épica que resume todo lo que hace que The Mandalorian sea una entrada tan digna en el canon de Star Wars".
Mike Vanderbilt de The AV Club, le dio al episodio una "A" y señaló "Tomas bellamente compuestas por Filoni y el director de fotografía Baz Idoine". Sí notó que hubiera preferido ver más desarrollo de los aldeanos en el episodio. Vanderbilt describió el episodio como "una parte película de samuráis y una parte spaghetti western, que es la destilación más perfecta de Star Wars que se puede obtener". Escribiendo para Vulture, Keith Phillips le dio al episodio cuatro de cinco estrellas, elogió al elenco invitado y señaló: "The Mandalorian siempre se ve bien, pero Filoni realmente se supera a sí mismo con este episodio con sus memorables secuencias de acción y sorprendentes composiciones". El crítico Ian Thomas Malone le dio una crítica positiva al afirmar: "El capítulo 13 fue el mejor episodio de la serie, logrando un equilibrio perfecto entre los espectadores casuales y los superfans de Star Wars". En una crítica positiva para RogerEbert.com, Nick Allen afirma: "es una mezcla emocionante de tradiciones antiguas y nuevos caminos, que muestra dónde ha estado 'Star Wars' pero también las muchas posibilidades que tiene por delante".
La actuación debut de Dawson como Ahsoka Tano fue recibida con elogios. Vanderbilt señaló que "Ahsoka es, sin duda, un personaje atractivo". Phillips dijo que "Rosario Dawson es tan buena como Tano". TVLine nombró a Dawson "Artista de la semana" por su actuación y dijo que "realmente encarnaba al héroe animado hasta ahora". Al referirse a su apariencia, Malone declaró: "Afortunadamente, el veterano de Star Wars, Dave Filoni, estuvo a la altura de la tarea con una ejecución casi impecable". Escribiendo para Entertainment.ie, Brian Lloyd declaró: "Rosario Dawson es más que capaz de aportar un componente físico a Ahsoka Tano y hacerla parecer una amenaza legítima". Escribiendo para Comicbookmovie.com, Josh Wilding comparó favorablemente su actuación con la de Ashley Eckstein, la actriz de voz original, y dijo que "definitivamente te quedarás con ganas de más de esta interpretación del ex aprendiz de Anakin Skywalker".
La revelación de que el verdadero nombre de El Niño es Grogu fue recibida con respuestas mixtas. Rebecca Alter para Vulture escribió: "Los poderes fácticos de Disney+ / LucasFilm / el Imperio Galáctico escucharon que a nadie le gustaba que el 'nombre oficial' de Baby Yoda fuera 'The Child' y decidieron... duplicar absolutamente la apuesta con un nombre oficial mucho más ridículo". Escribiendo para TheWrap, Phil Owen criticó duramente el nombre y dijo: "Esta revelación podría haber destruido por completo el atractivo de Baby Yoda para mí". A Malone tampoco le gustó el nombre, afirmando que "Grogu es el tipo de nombre vergonzoso que va en contra de lo adorable que es este tipo".
Timothy Zahn, el autor que creó al Gran Almirante Thrawn para The Thrawn Trilogy, desconocía la mención de Thrawn en el episodio hasta que los fanáticos lo notificaron al respecto, quienes publicaron en las redes sociales especulaciones sobre el posible regreso del personaje.

## Spin-off
En diciembre de 2020 se reveló la realización de una serie limitada titulada Ahsoka, con Dawson retomando su papel de Ahsoka Tano, con Filoni como guionista y productor ejecutivo junto a Favreau. La serie se establecerá dentro de la línea de tiempo de The Mandalorian y está planeada para culminar en un "evento de historia culminante" con otros spin-offs de The Mandalorian.